# أرتيوم أنتيبوف
أرتيوم أنتيبوف (بالروسية: Артём Юрьевич Антипов)‏ هو لاعب كرة قدم روسي في مركز الوسط، ولد في 28 نوفمبر 1988 في سترليتاماك في روسيا. لعب مع FC Sodovik Sterlitamak ‏.

## وصلات خارجية
- أرتيوم أنتيبوف على موقع قاعدة بيانات كرة القدم.إي يو (الإنجليزية)
- أرتيوم أنتيبوف على موقع Soccerway.com (الإنجليزية)